# Nashville (Michigan)
Nashville is een plaats (village) in de Amerikaanse staat Michigan, en valt bestuurlijk gezien onder Barry County.

## Demografie
Bij de volkstelling in 2000 werd het aantal inwoners vastgesteld op 1684.
In 2006 is het aantal inwoners door het United States Census Bureau geschat op 1694, een stijging van 10 (0.6%).

## Geografie
Volgens het United States Census Bureau beslaat de plaats een oppervlakte van
5,6 km², waarvan 5,4 km² land en 0,2 km² water.

## Plaatsen in de nabije omgeving
De onderstaande figuur toont nabijgelegen plaatsen in een straal van 20 km rond Nashville.